# アフリカクロミヤコドリ
アフリカクロミヤコドリ （学名：Haematopus moquini）は、ミヤコドリ科に分類される鳥類の一種。大型の渉禽類で、南部アフリカの海岸と沖合の島に生息する。成鳥の個体数は4000羽以上で、11月から4月にかけて繁殖する。種小名はフランスの博物学者であるアルフレッド・モカン＝タンドンへの献名である。

## 形態
黒い羽毛、赤い脚、赤く幅広い嘴を持つ、大型の騒々しい渉禽類である。雌雄の外見は似るが、雌は雄よりも大きく、嘴もわずかに長い。幼鳥は柔らかい灰色の羽毛で、脚と嘴の特徴的な赤色は巣立ちまで現れない。鳴き声はミヤコドリによく似ており、独特の大きな「ピー」という声である。ミヤコドリは渡り鳥であるため、南部アフリカでは迷鳥として記録されるのみであり、本種とは異なる白黒の羽毛である。体長42-45cm、翼開長80-88cm、体重は雄で665g、雌で730g、跗蹠長50.6-60.8mm、嘴峰長57.7-79.1cm。

## 分布と生息地
南部アフリカ本土の海岸と沖合の島々に生息し、アンゴラやモザンビークでは迷鳥として現れることもある。繁殖地はナミビアのリューデリッツから南アフリカ共和国、東ケープ州のマゼッパ湾まで広がる。成鳥の個体数は約4500羽、全体の個体数は6000羽以上と推定される。
定住性であり、繁殖地や餌場を含む縄張りから離れることは稀である。縄張りは通常餌が取れる岩の多い海岸かその付近にある。

## 生態

### 摂餌
主にムール貝やカサガイなどの軟体動物を食べるが、多毛類、昆虫、魚を食べることもある。ムール貝をこじ開けたり、岩からカサガイを剥がすことに適応しているが、他の食べ物を探すために砂をかき回すこともある。

### 繁殖
巣は高潮線から約30m以内の小石、砂、礫地に掘られた単純な穴である。岩棚では卵を固定するために縁に貝殻が置かれる場合もある。産卵数は1-3個、通常2個で、抱卵は雌雄で行う。抱卵期間は27-39日で、幼鳥が巣立つまでにはさらに38日ほどかかる。本土よりも捕食者が少なく、撹乱が少ない沖合の島の方が繁殖の成功率は高い。卵の長さは45-73mm、平均56mmで、幅は34-45mm、平均41mm。

### 寿命と天敵
寿命は約35年で、そのうち25年間はつがいで過ごす。成鳥の天敵は少ないが、大陸での卵や雛の死亡原因のほとんどは、人間、車、野犬、ミナミオオセグロカモメなどの鳥類による捕食である。島でも鳥類による捕食は起こるが、雛の死亡原因はほとんどが飢えである。

## 保全
IUCNのレッドリストでは低危険種とされている。現地の人々が保全に積極的に関与しており、個体数は増加傾向にある。南アフリカでも低危険種とされている。南アフリカでは鳥類標識調査が行われており、足環を付けて個体の分散を追跡し、南アフリカとナミビアでの保全状態評価を最新の状態に保っている。

## 画像

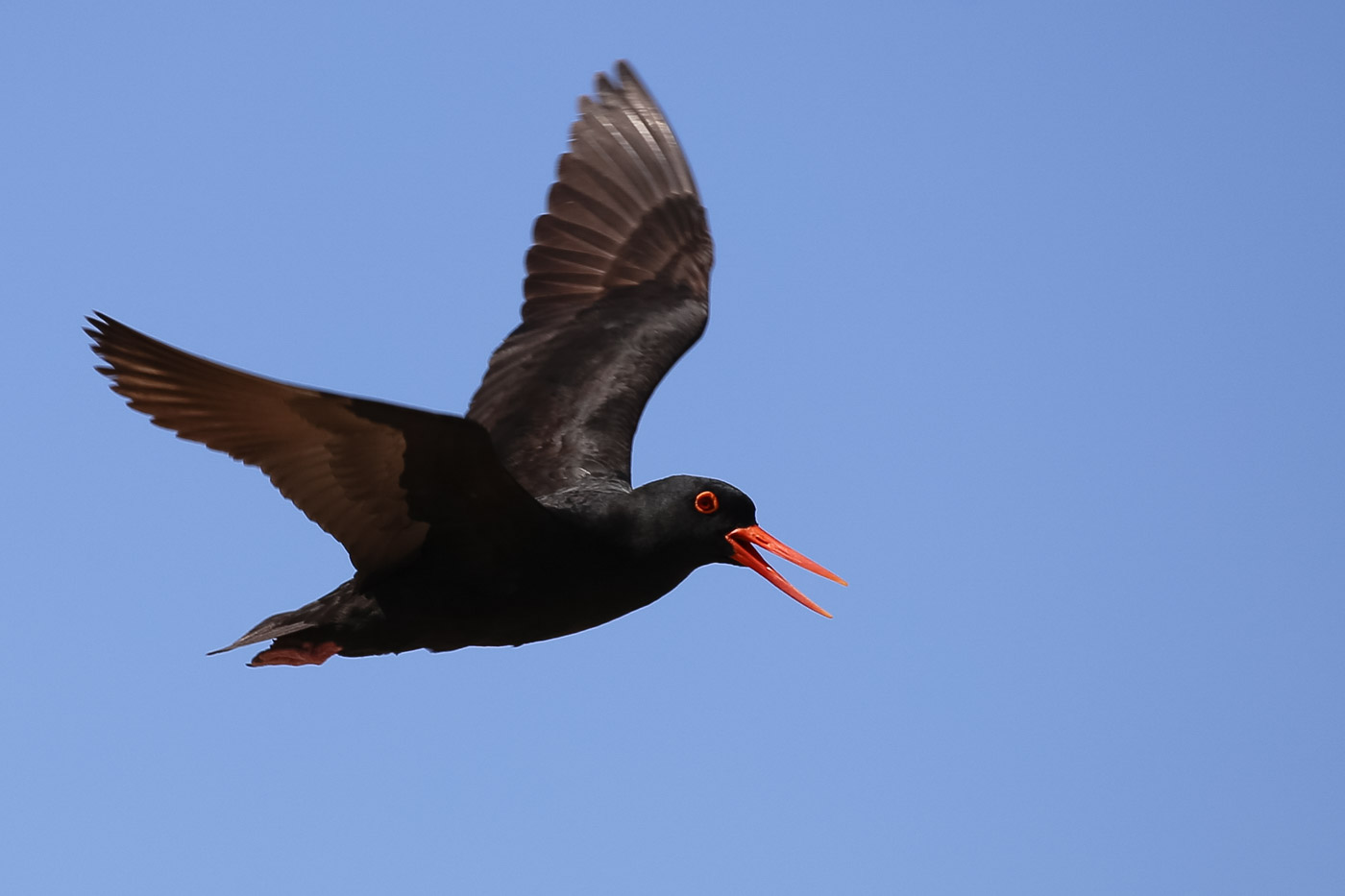
飛翔
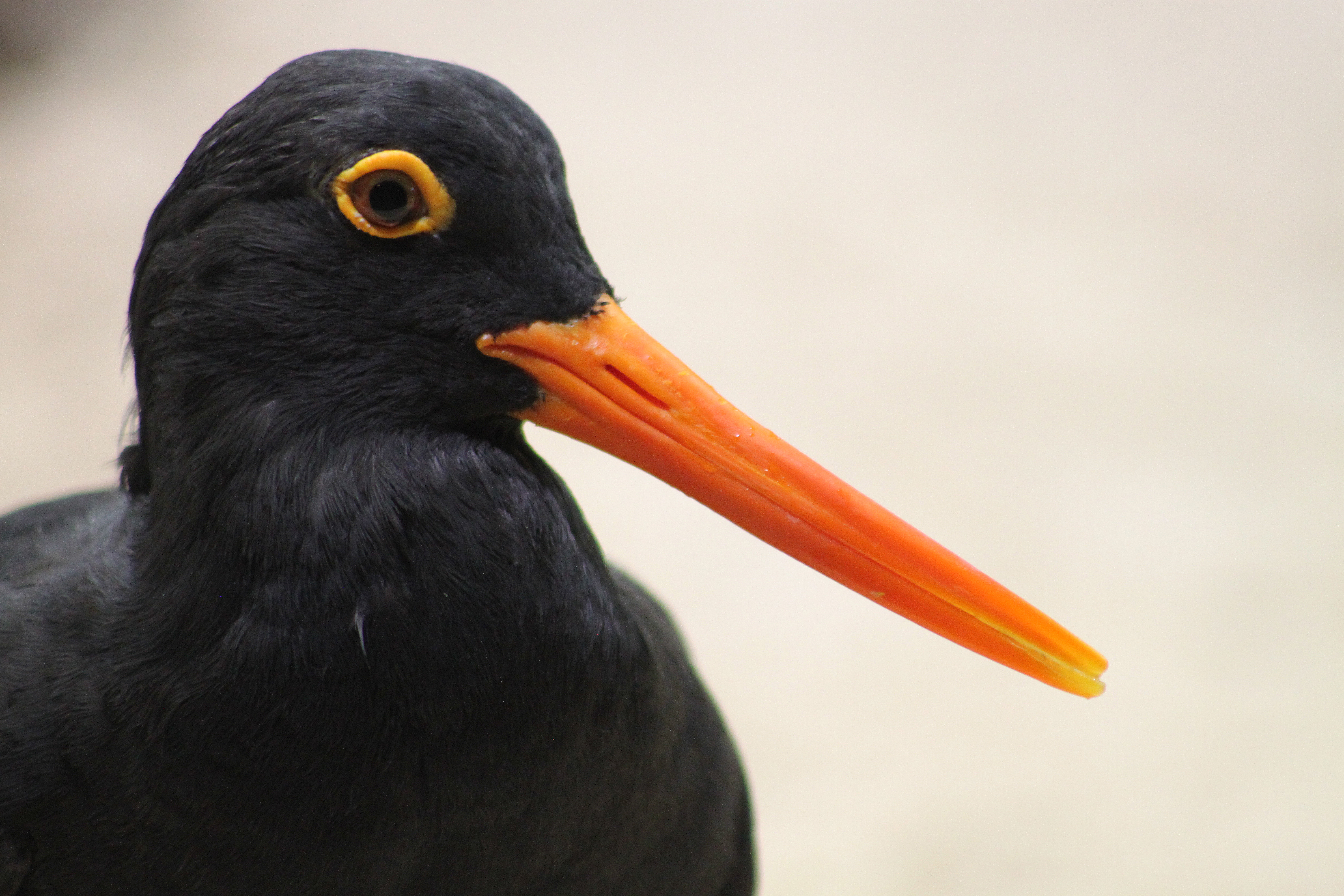
頭部
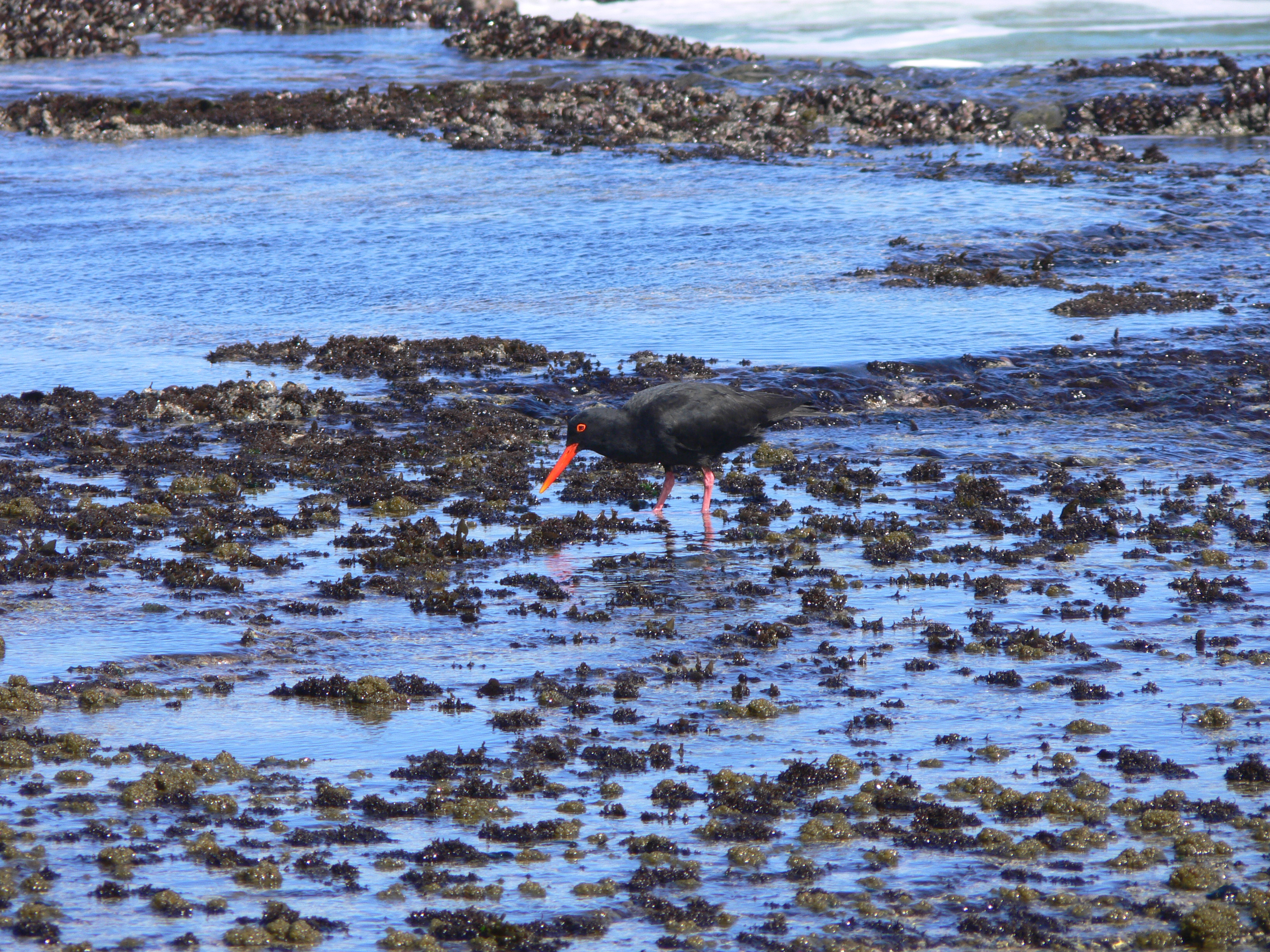
餌を探す
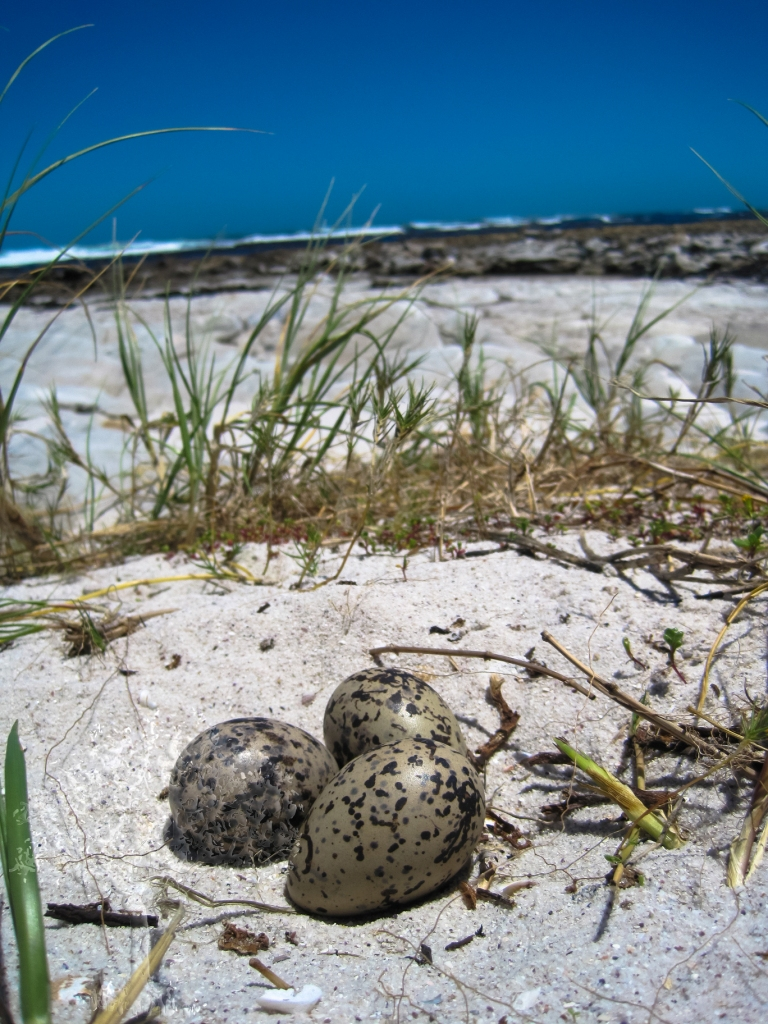
巣と卵
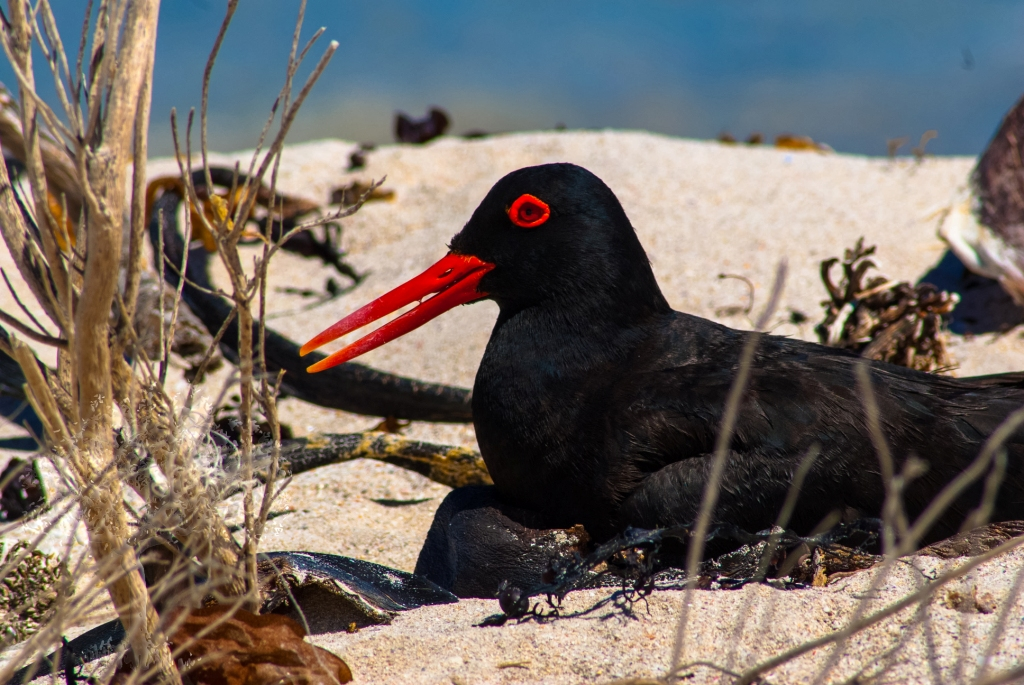
抱卵